# Qualificazioni al campionato europeo maschile di calcio 2008 - Gruppo A

## Classifica
| Squadra     | P.ti | G  | V | N | P | GF | GS | DR  |
| ----------- | ---- | -- | - | - | - | -- | -- | --- |
| Polonia     | 28   | 14 | 8 | 4 | 2 | 24 | 12 | +12 |
| Portogallo  | 27   | 14 | 7 | 6 | 1 | 24 | 10 | +14 |
| Serbia      | 24   | 14 | 6 | 6 | 2 | 22 | 11 | +11 |
| Finlandia   | 24   | 14 | 6 | 6 | 2 | 13 | 7  | +6  |
| Belgio      | 18   | 14 | 5 | 3 | 6 | 14 | 16 | -2  |
| Kazakistan  | 10   | 14 | 2 | 4 | 8 | 11 | 21 | -10 |
| Armenia     | 9    | 12 | 2 | 3 | 7 | 4  | 13 | -9  |
| Azerbaigian | 5    | 12 | 1 | 2 | 9 | 6  | 28 | -22 |

Legenda: G = partite giocate; V = partite vinte; N = partite pareggiate; P = partite perse; GF = reti segnate; GS = reti subite; DR = differenza reti; PT = punti.

## Incontri
| Bruxelles 16 agosto 2006, ore 20:45 CET | Belgio   | 0 – 0 referto | Kazakistan | Stadio Constant Vanden Stock\| Arbitro: \| Courtney \| |
| Arbitro:                                | Courtney |               |            |                                                        |

| Arbitro: | Kircher |

|           |           |  |
| Žigić 72’ | Marcatori |  |

| Arbitro: | Duhamel |

|             |           |                                       |
| Gargula 89’ | Marcatori | 54’, 76’ (rig.) Litmanen 84’ Väyrynen |

| Arbitro: | Szabó |

|            |           |            |
| Ladaga 16’ | Marcatori | 36’ Byakov |

| Arbitro: | Lehner |

|  |           |                |
|  | Marcatori | 41’ Van Buyten |

| Arbitro: | Plautz |

|               |           |                |
| Johansson 22’ | Marcatori | 42’ Nuno Gomes |

| Arbitro: | Poll |

|              |           |             |
| Matusiak 30’ | Marcatori | 71’ Lazović |

| Arbitro: | Trivković |

|  |           |              |
|  | Marcatori | 52’ Smolarek |

| Erevan 7 ottobre 2006, ore 18:00 CET | Armenia | 0 – 0 referto | Finlandia | Stadio repubblicano Vazgen Sargsyan\| Arbitro: \| Skomina \| |
| Arbitro:                             | Skomina |               |           |                                                              |

| Arbitro: | Messina |

|           |           |  |
| Žigić 54’ | Marcatori |  |

| Arbitro: | Halsey |

|                                         |           |  |
| Cristiano Ronaldo 25’, 63’ Carvalho 31’ | Marcatori |  |

| Arbitro: | Briakos |

|  |           |                         |
|  | Marcatori | 27’ Litmanen 65’ Hyypiä |

| Arbitro: | Kasnaferis |

|                                              |           |  |
| Stanković 54’ (rig.) Lazović 62’ Žigić 90+2’ | Marcatori |  |

| Arbitro: | Stark |

|                  |           |                  |
| Smolarek 9’, 18’ | Marcatori | 90+2’ Nuno Gomes |

| Arbitro: | Lajuks |

|                                               |           |  |
| Simons 24’ (rig.) Vandenbergh 47’ Dembélé 82’ | Marcatori |  |

| Arbitro: | Thomson |

|             |           |  |
| Nurmela 10’ | Marcatori |  |

| Arbitro: | Dougal |

|  |           |              |
|  | Marcatori | 19’ Matusiak |

| Arbitro: | Rogalla |

|                                     |           |  |
| Simão 8’, 86’ Cristiano Ronaldo 30’ | Marcatori |  |

| Arbitro: | Jakobsson |

|                                                               |           |  |
| Bąk 3’ Lobodzinski 6’ Dudka 34’ Krzynowek 58’ Kaźmierczak 84’ | Marcatori |  |

| Arbitro: | Hriňák |

|                               |           |           |
| Äşırbekov 47’ Jumasqalıev 61’ | Marcatori | 68’ Žigić |

| Arbitro: | Vassaras |

|                                                        |           |  |
| Nuno Gomes 53’ Cristiano Ronaldo 55’, 75’ Quaresma 69’ | Marcatori |  |

| Arbitro: | Messina |

|                |           |  |
| İmaməliyev 82’ | Marcatori |  |

| Arbitro: | Undiano Mallenco |

|              |           |  |
| Żurawski 26’ | Marcatori |  |

| Arbitro: | Layec |

|              |           |          |
| Janković 37’ | Marcatori | 5’ Tiago |

| Arbitro: | Královec |

|                    |           |                                       |
| Baltıev 88’ (rig.) | Marcatori | 31’ Arzowmanyan 39’ (rig.) Hovsep'yan |

| Arbitro: | Kapitanis |

|            |           |                                 |
| Subaşiç 6’ | Marcatori | 63’ Smolarek 66’, 90’ Krzynówek |

| Arbitro: | Mejuto González |

|  |           |                           |
|  | Marcatori | 3’ Janković 86’ Jovanović |

| Arbitro: | Hansson |

|              |           |                      |
| Fellaini 55’ | Marcatori | 43’ Nani 64’ Postiga |

| Arbitro: | Toussaint |

|             |           |             |
| Baltıev 53’ | Marcatori | 30’ Nadirov |

| Arbitro: | Riley |

|                            |           |  |
| Johansson 27’ Erëmenko 71’ | Marcatori |  |

| Arbitro: | Balaj |

|                |           |  |
| Mxit'aryan 66’ | Marcatori |  |

| Arbitro: | Kassai |

|                         |           |            |
| Erëmenko 13’ Tainio 61’ | Marcatori | 23’ Byakov |

| Arbitro: | Hauge |

|                               |           |                       |
| Dembélé 10’, 88’ Mirallas 30’ | Marcatori | 73’, 90+1’ Kuzmanović |

| Arbitro: | Larsen |

|                 |           |                       |
| Arzowmanyan 11’ | Marcatori | 37’ Cristiano Ronaldo |

| Belgrado 8 settembre 2007, ore 20:15 CET | Serbia    | 0 – 0 referto | Finlandia | Stadio Stella Rossa\| Arbitro: \| Braamhaar \| |
| Arbitro:                                 | Braamhaar |               |           |                                                |

| Arbitro: | Rosetti |

|                                   |           |                               |
| Maniche 50’ Cristiano Ronaldo 73’ | Marcatori | 44’ Lewandowski 88’ Krzynówek |

| Helsinki 12 settembre 2007, ore 19:00 CET | Finlandia | 0 – 0 referto | Polonia | Olympiastadion\| Arbitro: \| Fandel \| |
| Arbitro:                                  | Fandel    |               |         |                                        |

| Arbitro: | Tudor |

|                              |           |                           |
| Byakov 39’ Smaqov 77’ (rig.) | Marcatori | 13’ Geraerts 24’ Mirallas |

| Arbitro: | Merk |

|           |           |              |
| Simão 11’ | Marcatori | 88’ Ivanović |

| Erevan 13 ottobre 2007, ore 20:00 CET | Armenia     | 0 – 0 referto | Serbia | Stadio repubblicano Vazgen Sargsyan\| Arbitro: \| Johannesson \| |
| Arbitro:                              | Johannesson |               |        |                                                                  |

| Arbitro: | Berntsen |

|                        |           |            |
| Smolarek 56’, 65’, 66’ | Marcatori | 20’ Byakov |

| Bruxelles 13 ottobre 2007, ore 20:45 CET | Belgio    | 0 – 0 referto | Finlandia | Stadio Re Baldovino\| Arbitro: \| Kapitanis \| |
| Arbitro:                                 | Kapitanis |               |           |                                                |

| Arbitro: | Bebek |

|  |           |                            |
|  | Marcatori | 12’ Alves 45’ Hugo Almeida |

| Arbitro: | Wegereef |

|              |           |                                      |
| Byakov 90+5’ | Marcatori | 84’ Makukula 90+1’ Cristiano Ronaldo |

| Arbitro: | Valgeirsson |

|                                    |           |  |
| Sonck 63’ Dembélé 69’ Geraerts 76’ | Marcatori |  |

| Arbitro: | Einwaller |

|            |           |                                                                |
| Aliyev 26’ | Marcatori | 4’ Tošić 22’, 42’ Žigić 41’ Janković 75’ Jovanović 84’ Lazović |

| Arbitro: | Hamer |

|                       |           |              |
| Forssell 79’ Kuqi 86’ | Marcatori | 63’ Qurbanov |

| Arbitro: | Larsen |

|                   |           |  |
| Smolarek 45’, 49’ | Marcatori |  |

| Arbitro: | Riley |

|             |           |  |
| Almeida 42’ | Marcatori |  |

| Arbitro: | Fautrel |

|  |           |               |
|  | Marcatori | 64’ Ostapenko |

| Arbitro: | Kenan |

|  |           |             |
|  | Marcatori | 41’ Pieroni |

| Arbitro: | Busacca |

|                       |           |                           |
| Žigić 68’ Lazović 70’ | Marcatori | 28’ Murawski 46’ Matusiak |

| Porto 21 novembre 2007, ore 20:45 CET | Portogallo | 0 – 0 referto | Finlandia | Estádio do Dragão\| Arbitro: \| Micheľ \| |
| Arbitro:                              | Micheľ     |               |           |                                           |

| Arbitro: | Vassaras |

|                      |           |  |
| Ostapenko 79’ (aut.) | Marcatori |  |

Le gare previste l'8 ed il 12 settembre 2007 fra Azerbaigian ed Armenia non sono state disputate.

## Classifica marcatori
| Pos. | Giocatore          | Nazionale  | Gol |
| ---- | ------------------ | ---------- | --- |
| 1    | Euzebiusz Smolarek | Polonia    | 9   |
| 2    | Cristiano Ronaldo  | Portogallo | 8   |
| 3    | Nikola Žigić       | Serbia     | 7   |
| 4    | Dmïtrïý Byakov     | Kazakistan | 5   |
| 5    | Moussa Dembélé     | Belgio     | 4   |
| 5    | Jacek Krzynówek    | Polonia    | 4   |
| 5    | Danko Lazović      | Serbia     | 4   |
| 8    | Jari Litmanen      | Finlandia  | 3   |
| 8    | Radosław Matusiak  | Polonia    | 3   |
| 8    | Nuno Gomes         | Portogallo | 3   |
| 8    | Simão Sabrosa      | Portogallo | 3   |
| 8    | Boško Janković     | Serbia     | 3   |